# Tetragoneuria morio
Tetragoneuria morio är en trollsländeart som beskrevs av Richard Anthony Muttkowski 1911. Tetragoneuria morio ingår i släktet Tetragoneuria och familjen skimmertrollsländor. Inga underarter finns listade i Catalogue of Life.